# Industriens Arbejdsgivere
Industriens Arbejdsgivere var en dansk arbejdsgiverforening.
Organisationen blev stiftet i 1990, da Jernets Arbejdsgiverforening og Industrifagene blev fusioneret og var med sine 4.300 medlemsvirksomheder med omkring 25.000 ansatte den største organisation under Dansk Arbejdsgiverforening. I 1992 fusionerede Industriens Arbejdsgivere med den erhvervspolitiske interesseorganisation Industrirådet til Dansk Industri. Organisationerne havde siden 1978 delt adresse i Industriens Hus. 